# Jonas Ahnfelt
Jonas Ahnfelt, född 8 oktober 1765 i Ivetofta församling, Kristianstads län, död 15 december 1846 i Knästorps församling, Malmöhus län, var en svensk präst.

## Biografi
Jonas Ahnfelt föddes 1765 i Ivetofta socken. Han var son till en kronolänsman. Ahnfelt blev 1779 student vid Lunds universitet och prästvigdes 26 oktober 1794 till huspredikant hos landshövdingen Gabriel Erik Sparre i Kristianstad. Han utnämndes 1800 till kyrkoherde i Gullarps församling och tillträde tjänsten 1801. Ahnfelt fick 1816 utmärkelsen prost och blev 1820 kontraktsprost i Onsjö kontrakt. Han utnämndes 1827 till kyrkoherde i Knästorps församling och tillträdde 1829. Ahnfelt avled 1846 i Knästorps socken och vid begravningen höll Thomander ett tal.

### Familj
Ahnfelt gifte sig med Elisabeth Margareta Florman, dotter till inspektor Florman på Rosendal. De fick tillsammans barnen botanikern Nils Otto Ahnfelt (1801–1837), kyrkoherden Paul Gabriel Ahnfelt (1803–1863) i Farhults församling, vice häradshövdingen Arvid Henrik Ahnfelt (född 1804), Justina Charlotta Ahnfelt (1806–1889), lantbrukaren Lars Wilhelm Ahnfelt (1808–1880), kyrkoherden Carl Niklas Ahnfelt (1810–1887) i Tranås församling och Oskar Ahnfelt (1814–1882).